# آدم وحواء (فلم)
آدم وحواء هو فيلم اُنتج عام 1951 من بطولة ، وليلى مراد.

## قصة الفيلم
سامي (حسين صدقي) ومختار (إسماعيل ياسين) صديقان، يتزوجان من الشقيقتين فاطمة (ليلى مراد) وعزة (سميحة توفيق). سامي ينشغل كثيراً عن زوجته بعمله. أما عزة فهي متسلطة على زوجها ضعيف الشخصية. تقوم أم فاطمة بتحريضها على تغيير حياتها وترك زوجها.